# Stanisław Potocki (1782–1831)

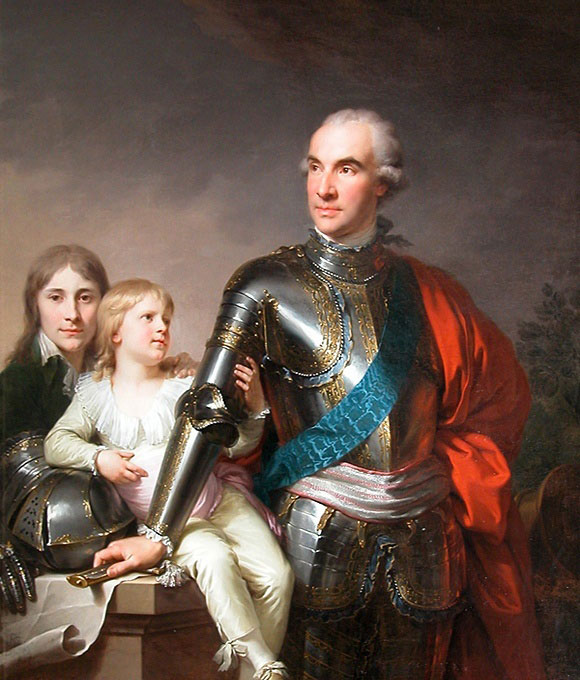
Stanisław Szczęsny Potocki z synami Stanisławem i Szczęsnym Jerzym, obraz pędzla Jana Chrzciciela Lampiego (starszego)

Stanisław Potocki (ur. w roku 1782, zm. w 1831) – hrabia, generał-adiutant cara Aleksandra I, siódme dziecko, a drugi syn Szczęsnego Potockiego i Józefiny Amalii Mniszech. Pełnił funkcje oficjalne na dworze Królestwa Polskiego.

## Życiorys
W 1813 r. pojął za żonę córkę Franciszka Ksawerego Branickiego – Katarzynę Branicką, z którą miał jedno dziecko – Aleksandrę – przyszłą właścicielkę dóbr wilanowskich.
Już w 1793 r. został zapisany do służby w armii rosyjskiej jako kornet Lejb-Gwardyjskiego Pułku Konnego, ale w 1796 r. został z niego wykluczony ze względu na młodociany wiek. Ponowne przyjęty do służby 14 maja 1803 r. jako porucznik Pułku Lejb-Kirasjerów Jej Wysokości, a w 1804 ponownie do Lejb-Gwardyjskiego Pułku Konnego. W 1805 r. uczestniczył w bitwie pod Austerlitz jako adiutant carewicza Konstantego. W 1807 r. walczył pod Lidzbarkiem Warmińskim i Frydlandem. W 1809 r. walczył z Turkami w Mołdawii. 2 grudnia 1810 został mianowany fligeladiutantem, a 15 września 1811 pułkownikiem w Lejb-Gwardyjskim Przeobrażeńskim Pułku jak dowódcą batalionu. W początku 1812 r. jego pułk, w składzie 1 brygady gwardyjskiej dywizji piechoty, był częścią V Rezerwowego (gwardyjskiego) Korpusu 1 Armii Zachodu i wziął udział w bitwie pod Borodino. W 1813 r. walczył pod Kaliszem, pod Lützen i Lipskiem. 8 października 1813 r. odznaczony orderem Św. Jerzego 4 klasy. 15 października 1813 r. otrzymał rangę generała-majora. W 1814 r. był przy carze Aleksandrze I i brał udział bitwach: pod Brienne-le-Château i pod Arcis-sur-Aube i w zdobyciu Paryża. 1 lipca 1817 r. został generałem-adiutantem, 6 września 1822 r. odszedł ze służby z prawem noszenia munduru. W 1828 r. został tajnym radcą i mistrzem ceremonii na dworze Królestwa Polskiego.
W 1813 odznaczony pruskim Orderem Orła Czerwonego II Klasy, 26 marca 1818 Orderem św. Stanisława I klasy, a 24 maja 1829 Orderem Orła Białego. Posiadał też pruski order wojskowy Pour le Mérite, austriacki Order Leopolda, bawarski Order Maksymiliana Józefa, francuski Order Świętego Ludwika, rosyjskie Order Świętego Włodzimierza II klasy, Order Świętego Aleksandra Newskiego, Order Świętej Anny I klasy z diamentami, Broń Złotą i komandorię Krzyża Maltańskiego.

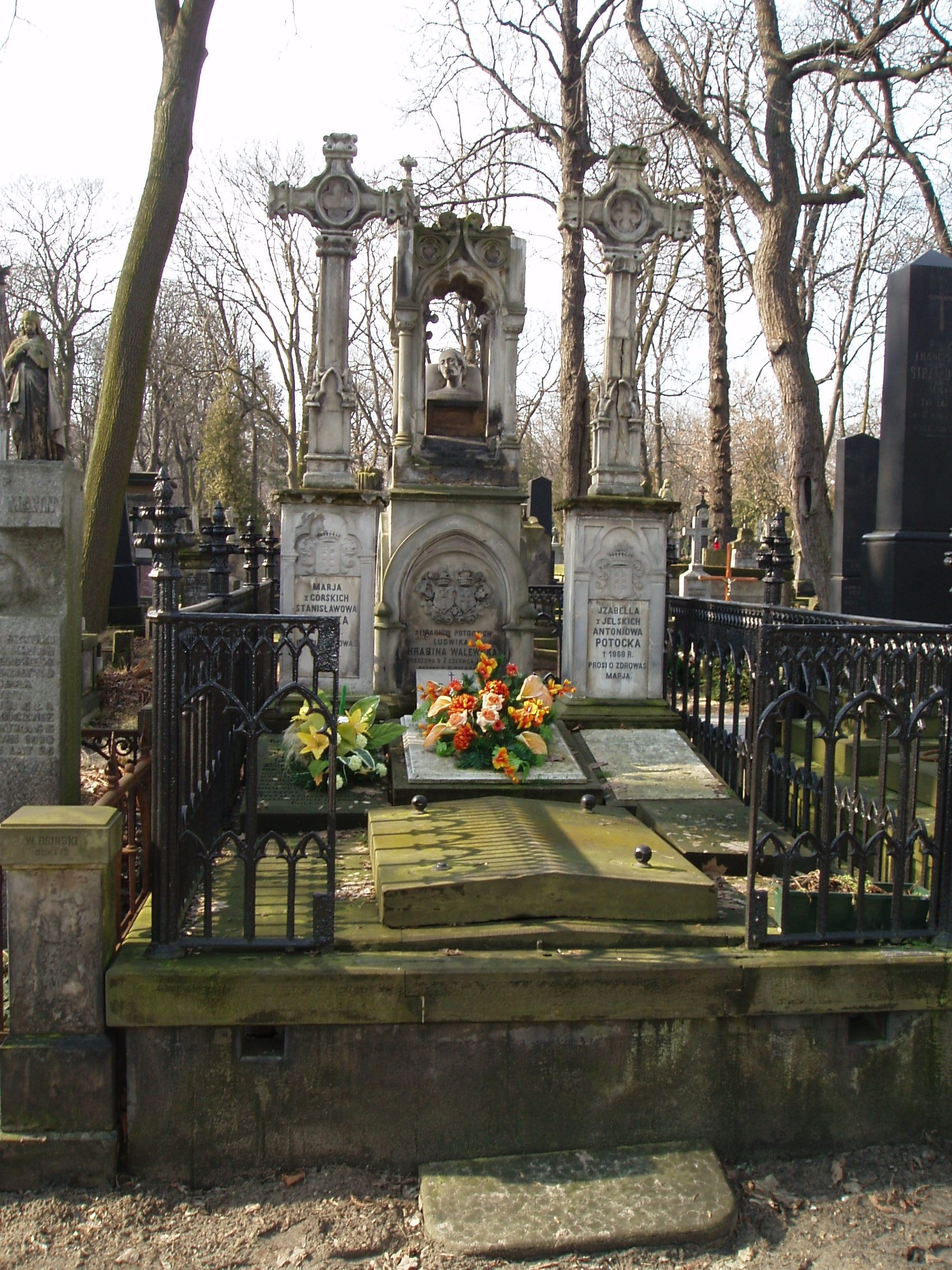
Rodzinny grobowiec Potockich na Powązkach